# Ojašio

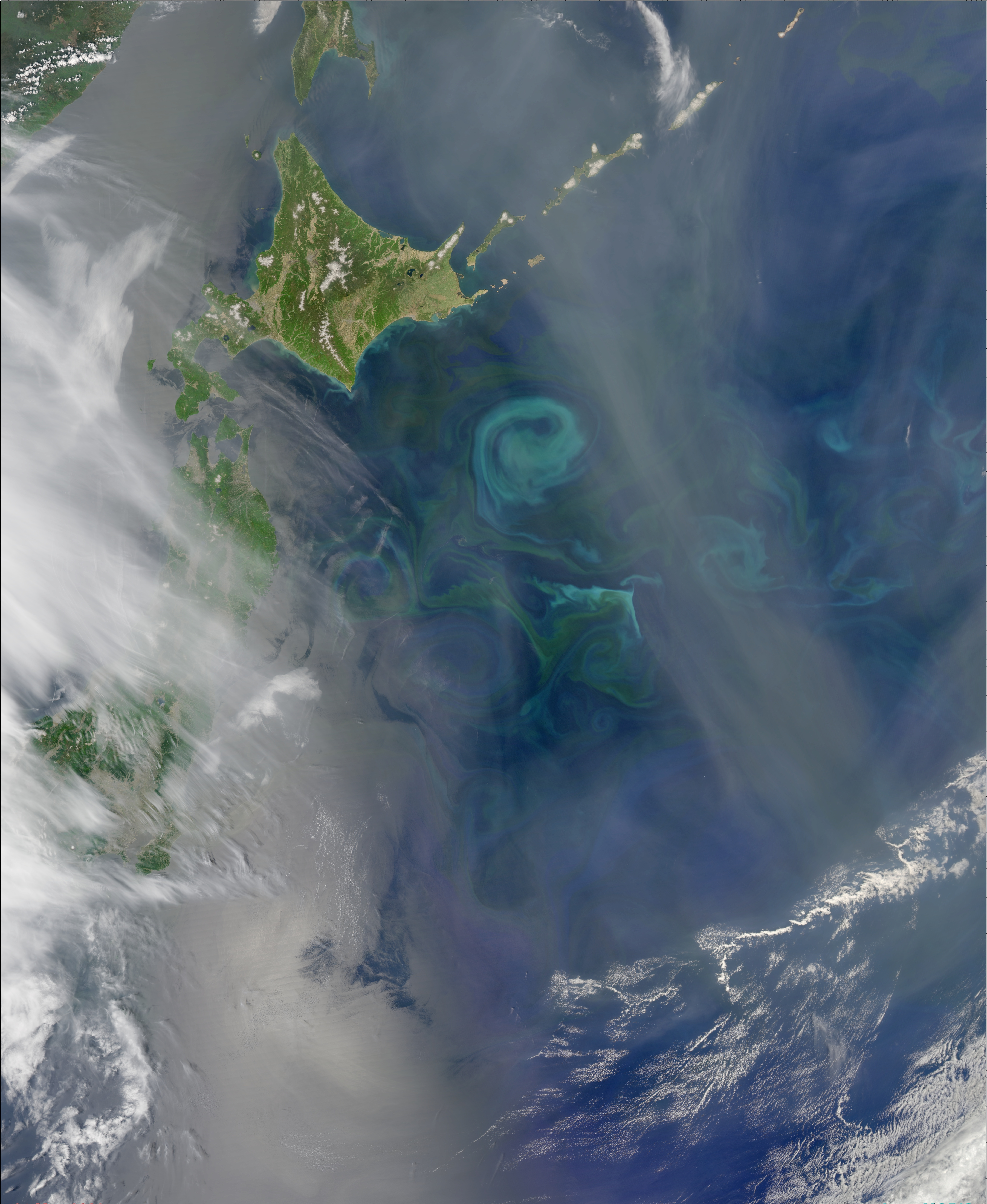
Proud Ojašio se u ostrova Hokkaidó setkává s proudem Kurošio

Ojašio (japonsky 親潮 neboli „Rodičovský proud“; rusky Курильское течение) zvaný též Kurilský proud je studený subarktický mořský proud v severozápadní části Tichého oceánu. Směřuje od východního pobřeží Kamčatky podél Kurilských ostrovů směrem na jihozápad.
Jeho vody proudí ze Severního ledového oceánu a pokračují Beringovým mořem na jih a dále Beringovým průlivem do Tichého oceánu a Ochotského moře, kam přivádějí studené vody ze Severního ledového oceánu. Ochlazují tak ostrov Hokkaidó a severní část největšího japonského ostrova Honšú. Východně od Japonska se přibližně na 40° severní šířky Ojašio střetává s teplým proudem Kurošio, přičemž vzniká pomalý severopacifický proud.
Proud Ojašio významně ovlivňuje podnebí ruského Dálného východu, zejména poloostrovů Kamčatky a Čukotky, kde je severní hranice lesa posunuta až o 10 stupňů na jih v porovnání se zeměpisnou šířkou, kam až může les zasahovat v sibiřském vnitrozemí. Na jaře a v létě je zde totiž zásluhou proudu značně snížená teplota vzduchu, což znesnadňuje růst stromů. Vladivostok je jeho zásluhou nejjižnějším přístavem, který v zimním období zamrzá a potřebuje k udržení provozu v této době pomoc ledoborců. Na druhé straně na živiny bohaté vody proudu Ojašio jsou možná nejbohatším lovištěm ryb na světě a zamrzání Vladivostoku nemá téměř žádný vliv na bohatost úlovků v Ochotském moři, protože díky vysokým přílivům jeho vody nezamrzají tak snadno.